# ملعب جورج ميلشيس
ملعب جورج ميلشيس هو ملعب كرة قدم يقع في ألمانيا، كان يتسع لـ 30000 متفرج ولكن تم تقليص العدد إلى 15000 لدواعي الأمن والسلامة مُنذ عام 1994 وحتى إغلاقه. بدأ بناؤه في 1923 وافتتح في نفس العام. تم تجديده في 1939. أُغلق الملعب في 19 مايو 2012. وتم هدمه بعد يومين.

## وصلات خارجية
- الموقع الرسمي